# María Chacón
María Fernanda Chacón Romo (Ensenada, Baja California; 10 de julio de 1991), más conocida como María Chacón, es una actriz y cantante mexicana.

## Vida artística
Inició su carrera en el año 2000, en comerciales de televisión, y después, entre 2002 y 2003, participó en Código F.A.M.A Primera edición (programa de Televisa Niños encaminado a la búsqueda del talento principalmente en el canto), quedando en el séptimo lugar de 40 niños y niñas. Interpretando "No me enseñaste" (con esta canción logró conquistar al público), "Iremos justos", "Un Genio tan genial" y "Un par de locos".
Desde entonces ha participado en varias telenovelas y series de televisión, su primera oportunidad como actriz la recibió como protagonista de la telenovela Alegrijes y Rebujos en el papel de Sofia Dominguez "Chofis" una niña carismática, simpática, sincera y cariñosa, lo cual ayudaba a la pandilla alegrije a mantener vivo el espíritu de la bondad, junto con Miguel Martínez en el papel de Alfonso Pascual "Alcachofa".
Fue enviada a los Juegos Olímpicos de Atenas 2004 por Televisa Niños, para conducir segmentos dirigidos al público infantil. Al volver incursionó en la obra de teatro musical infantil "Las Aventuras de Tom Sawyer", interpretando el personaje principal de Becky Thatcher junto con Miguel Martínez otra vez como protagonistas como en Alegrijes y Rebujos.
Condujo por dos años el programa de Radio y Televisión "Señal TN" junto con Gladys Gallegos y Alex Rivera.
Ha tenido apariciones especiales en otras telenovelas como en Misión S.O.S. (2004) interpretando "Chanya" y en la producción Peregrina (2005) en el personaje de "Edith". Así mismo en la teleserie "Mujer, casos de la vida real"(2006) como "Beatriz" una jovencita que sufre el maltrato y explotación infantil.
También participó en la serie cómica "¡Qué madre tan padre!" (2006), en el rol de "Jessica Hernández", una adolescente un poco nerd y con problemas psicológicos.
En su faceta de cantante también ha participado en diversos proyectos musicales, dentro del concurso Código F.A.M.A. grabó CD con sus participaciones, después debido al éxito de la telenovela Alegrijes y Rebujos se grabáron 2 discos llamados "Disco Alegrije" y "Disco Rebujo" además de hacer un promo de los discos rebujo navideño y alegrije navideño en donde grabaron 4 villancicos así como conciertos en los escenarios más importantes de México como el Estadio Azteca, el Auditorio Nacional y el mismo Zócalo de la Capital ante 140 mil asistentes, también participaron en Teletón México de 2003 y fueron los afortunados de grabar el tema "Lo hacemos todos".
Participó en el show musical “La Tardeada de las Estrellas” que estuvo de gira por las principales ciudades del país. El elenco estaba integrado, además de María, por Miguel Martínez, Gladys Gallegos, Ánhuar Escalante, Michelle Álvarez, Roxana Puente entre otros todos ellos exparticipantes de Código FAMA.
En 2007 Participó en la Copa Timbiriche VIP, sección en donde equipos formados por famosos de Televisa compiten por ganar la Copa Timbiriche VIP por una causa ecológica, representando a Televisa Niños junto con Danna Paola, Nashla Aguilar, Miguel Martínez entre otros cantando "Hoy tengo que decirte Papá" venciendo a La Familia Peluche y pasando a la Semifinal en donde interpretaron "Si no es Ahora"; las dos canciones de Timbiriche.
Fue integrante del Grupo Play de 2006 a 2008, con su primer disco titulado Días que no vuelven.

## Trayectoria

### Televisión
- Alegrijes y rebujos (2003-2004) - Sofía "Chofis" Domínguez
- Misión S.O.S. aventura y amor (2004-2005) - Chanya
- Peregrina (2005) - Edith
- ¡Qué madre, Tan padre! (2006) - Jéssica Hernández
- Un refugio para el amor (2012) - Paz Flores de Jacinto (Joven)
- Simón dice (2018-2019) - Nicole
- Silvia Pinal, frente a ti (2019) - Alondra Román
- Se rentan cuartos (2019) - Shantalle
- Club de Cuervos (2019) - Belén
- Cómo sobrevivir soltero (2022)[6]
- Cabo (2022-2023) - Rebeca Chávez[7]
- Papás por conveniencia (2024-2025) - Alicia «Lichita» Chagoyan[8][9]

### Programas unitarios
- Mujer, casos de la vida real (2006-2007) - 6 episodios
- La rosa de Guadalupe (2008-2013) - 7 episodios
- Como dice el dicho (2016) - 2 episodios

### Programas
- Código F.A.M.A (2002-2003) - Concursante
- La energía de Sonric'slandia (2005) - Ella misma

### Teatro
- Las Aventuras de Tom Sawyer (2004) - Interpretando el personaje principal
- Hairspray (2010) - Ines Stubbs / Dinamita
- Carrie - Sue Snell / Carrie White
- Rent México - Elenco / Maureen Johnson
- Mentiras el musical (2017- actualmente) - Lupita / Dulce / Daniela
- Casi Normales México (2019) - Natalia (Natalie)

### Discografía
- Código Fama (2003)
- Disco Alegrije (2003)
- Disco Rebujo (2003)
- Navidad Alegrije (2003)
- Navidad Rebujo (2003)
- Alegrijes y Rebujos en concierto DVD (2004)
- Días que no vuelven (2006)